# Плов з мідіями
Плов з мідіями — страва одеської кухні, яка готується з рису та мідій Чорного моря (Mytilus galloprovincialis).

## Історія
Територія Одещини 2,5 тисячі років тому мала грецькі колонії, у 13 столітті на ній існували торгівельні поселення генуезців, а з початку 15 століття тут на місці сучасної Одеси було поселення Кочубіїв. Наприкінці 18 століття Одеса стала портом, який приймав кораблі зі всього світу. Дослідники одеської кухні вважають, що на її формування вплинула кухня греків та італійців. Рецепт приготування плову був привезений до Одеси з Італії, де він популярний з 14 століття. Цю страву можна готувати із замороженими середземноморськими мідіями (Mytilus galloprovincialis), але одесити вважають, що найсмачнішим і найавтентичнішим він получається зі свіжих чорноморських мідій, виловлених напередодні. Подібні страви, такі як паелья та ризото з мідіями в італійській та іспанській кухнях містять в рецептах, окрім мідій, інші морепродукти, курку, гриби, сир, але одеський плов з мідіями готується тільки з середземноморськими мідіями.

## Рецепт

### Інгредієнти
Для приготування плову з мідіями треба м'ясо середземноморської мідії, рис (бажано довгий) приблизно 1 склянка (на 500 гр м'яса мідій), цибуля ріпчаста, морква, можна додавати томати. Смажать овочі та м'ясо зазвичай на соняшниковій олії, але можна використовувати будь-яку рослинну олію. Зі спецій додають часник, сіль, перець чорний мелений, зелень ― за смаком.Також може додаватися замість води рибний бульйон, також вино, зіру.

### Приготування
Вичищені та вимиті черепашки мідій зовні прогріваються на сухій розігрітій пательні. Коли мідії відкриються, їх м'ясо відокремлюють від черепашки. Сік від мідій збирають у ємність й потім використовують для варки плову. До розігрітої рослинної олії на пательню додається трохи зіри та м'ясо мідій, все злегка обсмажується. Цибулю, нарізану півкільцями, та моркву, нарізану соломкою, додають до мідій. Потім додають порізаний часник та вливають вино, перчать та солять. Заливають все водою, соком з мідій, або заздалегідь приготовленим рибним бульйоном. Потрібно, щоб рис був покритий рідиною на 1,5 см. Засипають мідії з овочами рисом, розрівнюють його. Доводять до готовності, вимикають вогонь та залишають під кришкою пів години для достигання. Перед подачею на стіл страва обережно перемішується.
Можна мідії не обсмажувати, а додавати їх разом з рисом до обсмажених овочів